# Јосип Броз Тито
Јосип Броз Тито (Кумровец, 7. мај 1892 — Љубљана, 4. мај 1980) био је југословенски комунистички револуционар, председник Савеза комуниста Југославије (КПЈ/СКЈ, 1939—1980) и југословенски државник, који је обављао разне државничке функције од 1943. до своје смрти 1980. године. Током Другог светског рата био је вођа југословенских партизана, који се често сматрају најефикаснијим покретом отпора у окупираној Европи. За време своје политичке каријере, био је веома популарна и цењена личност, како у земљи, тако и у иностранству. Стекао је велику међународну славу као главни вођа Покрета несврстаних, поред Џавахарлала Нехруа, Гамала Абдела Насера и Ахмеда Сукарна.
Био је генерални секретар (касније председник 
Председништва) Савеза комуниста Југославије (КПЈ/СКЈ, 1939—1980). Током Другог светског рата је постао премијер (1943—1963), а уставним променама 1953. постао је и председник (касније доживотни председник; 1953—1980) Социјалистичке Федеративне Републике Југославије (СФРЈ). Од 1943. до своје смрти 1980. године, имао је звање маршала Југославије и положај Врховног команданта Народноослободилачке војске Југославије (НОВЈ, до 1945), Југословенске армије (ЈА, 1945—1951), Југословенске народне армије (ЈНА, 1951—1980). Будући да је био изузетно цењен у оба блока током Хладног рата, примио је око 98 страних одликовања, укључујући и Орден Легије части.
Јосип Броз је рођен у хрватско-словеначкој породици од оца Хрвата и мајке Словенке, у селу Кумровец, у Хрватској (тадашњој Аустроугарској). Када је регрутован, веома се истакао у војној служби и постао је најмлађи водник у Аустроугарској војсци у то време. Након што су га за време Првог светског рата тешко ранили и заробили Руси, Броз је послат у радни логор на Уралу. Након тога је учествовао у Октобарској револуцији, а касније се прикључио и Црвеној армији у Омску. По повратку у земљу, дошао је у новоосновану Краљевину Срба, Хрвата и Словенаца, где се прикључио Комунистичкој партији Југославије (КПЈ).
Тито је био главни вођа друге Југославије, социјалистичке федерације, која је постојала од 1943. до 1992. године. Упркос томе што је био један од оснивача Информбироа, убрзо је постао први члан Информбироа који је почео да пркоси совјетској хегемонији и једини који је успео да напусти Информбиро и отпочне сопствени социјалистички програм. Тито је био заговорник независног пута у социјализам (понекад називаним и „национални комунизам”). Године 1951. је спровео самоуправни систем, који је разликовао Југославију у односу на друге социјалистичке земље. Заокрет ка моделу тржишног социјализма донео је економску експанзију током 1950-их и 1960-их и пад током 1970-их година. Његова унутрашња политика укључује сузбијање националистичких осећања и промоцију „братства и јединства” шест југословенских народа. Након Титове смрти 1980. године, тензија између југословенских република се нагло повећала и 1991. године земља се распала у грађанском рату.

## Биографија

### Младост
Рођен је 7. маја 1892. године у загорском селу Кумровец на реци Сутли, као седмо дете (од петнаесторо) у породици Фрање Броза, сиромашног сељака, и Марије, рођене Јаворшек, у Аустроугарској монархији. У детињству је био крштен и одгајан као католик. Његов отац Фрањо (1860—1936), био је Хрват чија је породица живела у селу три века, док је његова мајка Марија (1864—1918), била Словенка из села Подсреда. Ова два села су само 16 km удаљена, тако да су се његови родитељи упознали и недуго затим, венчали 21. јануара 1891. године. Јосип је провео значајан део својих предшколских година живећи са мајчиним родитељима у Подсреди, где је постао миљеник свога деде Мартина Јавершека, а када се вратио у Кумровец да започне школовање доста боље је причао словеначки од хрватског језика. У овом периоду је научио и да свира клавир. Упркос мешовитом пореклу, Броз се често изјашњавао као етнички Хрват.
Владимир Дедијер, Титов лични биограф, напомиње да му је једном приликом кад је разговарао са другом Титом о његовој браћи и сестрама, он рекао да их је било свега десеторо. Након чега му је Дедијер скренуо пажњу да у матичним књигама стоји да су Фрањо и Марија Броз имали петнаесторо деце. Тито је то примио са чуђењем, јер су у његовој породици говорили само о десеторо браће и сестара. Овај моменат је карактеристичан уопште за загорско село и за беду и очај у њему. Родитељи уопште нису бројали као своју децу мртворођенчад или одојчад умрлу после неколико дана.
У јулу 1900. са осам година, Броз је уписао основну школу у Кумровцу, али је завршио само четири разреда. Као резултат његовог слабог образовања, током живота је доста слабо стајао са правописом. Након напуштања школе је у почетку радио за ујака, а затим на породичном имању. Године 1907. његов отац га је наговорио да емигрира у САД, али Јосип није могао да прикупи новац за ово путовање. Уместо тога, са 15 година, Јосип напушта Кумровец и путује око 97 km јужно у Сисак, где је његов рођак Јурица Броз служио војску. Јурица му је помогао да добије посао у ресторану, али Броз ускоро уморан од тог рада прелази на трогодишњу обуку код чешког бравара Николе Караса, где је имао обезбеђену обуку, храну и стан. Убрзо након тога, његов млађи брат Стјепан такође је постао шегрт у браварској радионици Карас. За време обуке се код Јосипа Броза јављају прве социјалистичке идеје под утицајем социјалистичког часописа „Слободна реч”. Чим је постао квалификовани радник у септембру 1909. одлази у Загреб где се запослио у браварској радионици Исидора Харамине и у октобру 1910. године постаје члан Савеза металских радника и Социјалдемократске странке Хрватске и Славоније и учествује у својим првим протестима. Учествовао је и у штрајковима и у националним манифестацијама против угарског хегемонизма.
Дјетињство је моје било тешко... У породици је било много дјеце, и за њих није било лако старати се. Често ни круха није било довољно и због тога се дешавало да је мајка, да би правилно распоредила резерве кукурузног брашна које је имала, морала закључавати оставу у којој се налазио крух, а ми, дјеца, добијали смо толико колико је она сматрала да нам може дати, а не колико смо могли појести. Већ у мјесецу јануару мој отац Фрањо морао је куповати крух, односно кукуруз, јер за пшеницу наша кућа није имала довољно средстава. Куповали смо „пријеко”, у Словенији, у Шентпетру... Ми, дјеца, често смо користили долазак рођака, тетака и других да бисмо од мајке, у њиховом присуству, измолили нешто круха преко оног што смо већ раније добили. Мајка је била поносита жена, па јој је било непријатно да нам то пред родбином одбије, али је зато, кад су рођаци отишли, било пријекора, па и батина... Једном је био некакав светац, а родитељи отишли некамо у госте. Били смо гладни. На тавану је висјела суха свињска глава која се чувала за Нову годину. Браћа и сестре су плакали, а ја скинем ту главу, ставим је у котао с врућом водом, успем мало брашна, па се све то кухало око два сата. Најели смо се да је „све пуцало”. Али јело је било толико масно да смо се сви разбољели. Кад се мајка вратила, ми сви само шутимо и стењемо. Она се растужила и није нас због тога истукла...— Јосип Броз Тито
У децембру 1910. године се вратио кући и почетком 1911. почео је да тражи посао прво у Љубљани затим Трсту, Кумровцу и Загребу, где је радио на поправци бицикала, а овде се и придружио свом првом штрајку за 1. мај 1911. После кратког периода рада у Љубљани, у периоду од маја 1911. до маја 1912. године радио је у фабрици у Камнику у Камнишким Алпима, а када је ова фабрика затворена, добио је понуду да пређе да ради у Ченков у Чешкој. По доласку на ново радно место је открио да послодавац покушава да довођењем јефтиније радне снаге замени месне чешке раднике, па се заједно са осталим радницима придружио радничком штрајку и успео да примора послодавца да одустане од ове намере. Вођен радозналошћу, Броз се сели у Плзењ где је накратко запослен у фабрици Шкода, а затим је отпутовао у Минхен. Такође је једно време радио у фабрици аутомобила Мерцедес-Бенц у Манхајму. До октобра 1912. године је стигао у Беч, где је боравио код свог старијег брата Мартина и његове породице и убрзо се запослио у Винер Нојштату, где је радио у фабрици аутомобила Даимлер, а често је од њега тражено да вози и тестира аутомобиле. У то време је проводио доста времена вежбајући мачевање и плес и током овог периода је делимично научио немачки језик.
Што се тиче знања језика, Тито је тврдио да говори српско-хрватски, немачки, руски и помало енглески. Док на пример, Владимир Дедијер наводи 1953. да Тито говори „српско-хрватски … руски, чешки, словеначки… немачки (са бечким акцентом)… разуме и чита француски и италијански… и такође говори и киргиски”.

### Први светски рат

#### Балкански фронт
У мају 1913. године Броз је регрутован у Аустроугарску војску. Након молбе, одобрен му је захтев да војску служи у 25. домобранском пешадијском пуку у Загребу. Након што је научио скијање током зиме 1913—1914, био је послат у школу за подофицире у Будимпешти. Након овога је унапређен у чин водника, и тиме постао најмлађи водник у свом пуку, а негде се чак наводи и у целој Аустроугарској војсци. Као првак свога пука у мачевању, у мају 1914. године, био је послат у Будимпешту на такмичење за првенство у Аустроугарској војсци. Учествовало је 16 најбољих мачевалаца у Аустроугарској, а Јосип Броз је добио другу награду и сребрну медаљу.
Убрзо након избијања Првог светског рата 1914. године, 25. домобранска пешачка пуковнија је ушла у састав 42. домобранске пешачке дивизије, познате и као 42. "вражја дивизија" и кренула према српској граници, али је Броз одмах ухапшен због подбуњивања и антиратних ставова, и затворен у Петроварадинској тврђави у данашњем Новом Саду. Јосип Броз био је одређен да сврши неки посао за пук у Петроварадину. Тада је имао чин водника. Нашао се у селу Мајуру, где је преноћио у кући једне пиљарице из Новог Сада, Српкиње. Ту је било неколико „ерзац-војника”, трећепозиваца, из Лике. Жена у чијој су се кући налазили војници послужила их је чајем, па се повео разговор. Она је причала војницима да се у петроварадинској тврђави, у горњем граду, муче Срби, да су неки и стрељани. Јосип Броз је на то рекао да је социјалиста, да ће његов пук бити пребачен у Галицију и да ће се он онда предати Русима. Цео тај разговор слушао је и један стари наредник, који је одједном дрекнуо на Броза, разоружао га и везаних руку потерао у петроварадинску тврђаву. Друга верзија је била да је неко чуо како је Тито рекао да се нада да ће Аустроугарска бити поражена.

#### Источни фронт
Након ослобађајуће пресуде, његов пук је био кратко на српском фронту пре него што је прераспоређен на Источни фронт у Галицију почетком 1915. да се бори против Русије. Једном приликом, извиђачки вод којим је командовао Броз је зашао иза непријатељских линија и заробио 80 руских војника. Године 1980. је откривено да је био препоручен за награду за овај подухват. Дана 25. марта 1915. године је био тешко рањен и заробљен током руског напада у близини Буковине. Као ратни заробљеник је пребачен у болницу у Свијажску где је провео тринаест месеци на опоравку. Током ових 13 месеци у болници је имао је честе упале плућа и тифус, и научио руски уз помоћ две ученице који су му доносиле руске класике Толстоја и Тургењева за читање.У пролеће 1916. одведен је у заробљенички логор у град Агатит на реци Сури, затим у Ардатов, а у јесен у логор Кунгур (Пермска губернија) где су ратни заробљеници радили на одржавању Транссибирске железнице. Броз је именован да буде задужен за све ратне заробљенике у логору. У том тренутку он је постао свестан да су пакете Црвеног крста послате заробљеницима, украли припадници особља логора. Када се пожалио на ово, био је претучен и бачен у тамницу. Сам Јосип Броз је касније рекао да је ово најгори затвор у којем је икада био и да ће га памтити док је жив. Током Фебруарске револуције, маса је упала у затвор и вратила Броза у логор за ратне заробљенике. Тада је један бољшевик кога је упознао док је радио на железници рекао Брозу да његов син ради на инжињерским радовима у Петрограду, тако да је у јуну 1917. Броз изашао из незаштићеног логора и сакрио се у возу који је ишао за Петроград, где је боравио са сином свог пријатеља. Новинар Ричард Вест сматра да је то што је Броз одлучио да остане у незаштићен логору за ратне заробљенике, уместо да добровољно служи у југословенским легијама Српске војске, доказ да је остао лојалан Аустроугарској, и подрива његову каснију тврдњу да су он и други хрватски ратни заробљеници били узбуђени изгледима револуције и припрема за рушење Руске Империје.
Мање од месец дана након што Броз стигао у Петроград, избиле су демонстрације, а Броз је тиме што им се придружио, дошао на удару владиних трупа. Као последица овога, покушао је да побегне у Финску како би касније отишао у САД, али је заустављен на граници. Био је затворен у Петропавловској тврђави три недеље, током којих је тврдио да је невин грађанин Перма. Када је коначно признао да је одбегли ратни заробљеник, требало је да буде враћен возом до Кунгура, али је побегао у Јекатеринбург, а затим ухватио још један воз којим је стигао у Омск у Сибиру 8. новембра након 3.200 km путовања. У једном тренутку, полиција чак и претресла воз у потрази за одбеглим ратним заробљеником, али је Броз успео да се извуче течним руским језиком. Броз се поново запослио као радник за одржавање месног млина где је радио до новембра 1919. године, када је Црвена армија повратила Омск из руку белогардејаца.
У Омску су воз зауставили месни бољшевици који су рекли Брозу да је Владимир Илич Лењин преузео контролу у Петрограду. Регрутовали су га у Црвену гарду која је чувала Транссибирску железницу током зиме 1917—1918. У мају 1918, антибољшевичка Чехословачка легија преотела је контролу над деловима Сибира, па су Броз и његови другови отишли у илегалу. У овом тренутку Јосип Броз је упознао четрнаестогодишњу девојку, Пелагију Белоусову, која га је сакрила и касније му помогла да побегне у Киргистанско село 64 km од Омска. Броз се овде поново запослио као радник на одржавању локалног млина до новембра 1919. године, када је Црвена армија повратила Омск из руку белогардејаца. Након овога, он се вратио у Омск и оженио Пелагију Белоусову у јануару 1920. У време склапања брака, Броз је имао 27 година а Белоусова 15.

### Међуратна комунистичка активност

#### Први повратак у Југославију
У јесен 1920. он и његова трудна супруга су се вратили у у његов родни крај, прво возом до Нарва, затим бродом до Шчећина, затим возом до Беча, где су стигли 20. септембра. Почетком октобра Броз и његова жена су се вратили у Кумровец у тадашњој Краљевини Срба, Хрвата и Словенаца, где је Јосип сазнао да је његова мајка умрла, а отац се преселило у Јастребарско код Загреба. Извори се разликују око тога да ли Броз приступио Комунистичкој партији још док је био у Русији, али је он лично навео да је први пут ступио у партију у Загребу након што се вратио у своју домовину.
По повратку кући, Јосип Броз није могао да се запосли као металостругар у Кумровцу, па су се он и његова жена преселили на кратко у Загреб, где је радио као конобар, и учествовао у штрајку конобара. Овде се такође придружио Комунистичкој партији Југославије (КПЈ). Утицај КПЈ у политичком животу Југославије је у то време брзо растао. На изборима 1920. КПЈ је освојила 59 мандата и постала трећа најјача странка. Након што је Обзнана забранила деловање Комунистичке партије крајем 1920. године, комунисти су 21. јула 1921. године убили Милорада Драшковића, југословенског министра унутрашњих послова, главног аутора Обзнане.
Због своје отворене повезаности са комунистима, Броз је отпуштен с посла. Што је довело до тога да се он и његова супруга потом преселе у село Велико Тројство, где је Броз радио као млински механичар. Након хапшења руководства КПЈ у јануару 1922. године, Стево Шабић је преузео руковођење над партијом. Шабић је након тога контактирао Броза који је пристао да илегално ради за партију, достављајући летке и агитовањем међу фабричким радницима. У сукобу идеја између оних који су желели да наставе умереном политиком и оних који су се залагали за насилну револуцију, Броз је стао на страну ових других. Јосип Броз је 1924. изабран у окружни комитет КПЈ, али након што је одржао говор на католичкој сахрани свог друга он је ухапшен када се на њега пожалио свештеник. У притвору је био 8 дана, и за то време је био спровођен градским улицама везан у ланце. Уз помоћ српског православног тужиоца који није приказивао превелике симпатије према католицима, Броз и његов сарадник су ослобођени. Његов сукоб са законом га је означио као комунистичког агитатора, а његову кућу је претресала полиција скоро сваке недеље. Од доласка брачног пара Броз у Југославију, Пелагија је изгубила три бебе убрзо након порођаја, а једна ћерка, Златица, умрла је када је имала две године. Јосипа је дубоко потресла смрт Златице. Године 1924. Пелагија је родила дечака, Жарка, који је преживео. Средином 1925. године, Брозов послодавац је умро, а газда млина у којем је радио му је дао ултиматум, да одустане од своје комунистичке активности или да изгубити посао. Дакле, са 33 године, Броз је постао "професионални" револуционар.

#### Професионални револуционар
КПЈ је концентрисала своје револуционарне снаге на фабричке раднике у индустријализованијим подручјима Хрватске и Словеније, подстичући штрајкове и сличне акције. Године 1925. се, сада већ незапослени Броз, преселио у Краљевицу на јадранској обали, где је почео да ради у бродоградилишту и на даљим активностима КПЈ. Док је био у Краљевици, радио је на југословенским торпедним бродовима и луксузној јахти лидера Народне радикалне странке, Милана Стојадиновића. Броз је организовао синдикалне организације у бродоградилиштима и био изабран као представник синдиката. Годину дана касније водио је штрајк на бродоградилишту, а убрзо након тога је отпуштен. У октобру 1926. добија посао у фабрици вагона у Смедеревској Паланци код Београда. У марту 1927. године, написао је чланак у којем се жали на експлоатацију радника у фабрици, а након што је почео да се залаже за права радника добио је отказ. Након овога је почео све више да привлачи пажњу на себе па је у Загребу маја 1927. изабран за секретара Обласног одбора Савеза металаца, а у јулу те године за организацијског секретара Градског комитета КПЈ за Загреб. Броз је убрзо затим ухапшен, заједно са још шест радника, и затворен у близини Огулина. Након што су држани одређено време без суђења, Броз је отпочео штрајк глађу све док није одређен датум суђења. Суђење је одржано у тајности, а он је проглашен кривим да је био члан КПЈ. Осуђен је на четири месеца затвора и пуштен из притвора за време жалбеног поступка. По наређењу КПЈ, Броз се није јављао суду, уместо тога је отишао у илегалу у Загреб, где се представљао као техничар у инжењерској индустрији, а у ствари је тајно радио на контактирању других чланова КПЈ и координисању њихове инфилтрације у синдикате.
У фебруару 1928, Броз је био један од 32 делегата хрватског огранка КПЈ на главној конференцији КПЈ. Током конференције, Броз је осудио фракције унутар странке. Међу њима и оне који су се залагали за Велику Србију унутар Југославији, као што је био дугорочни лидер КПЈ, Србин Сима Марковић. Броз је предложио и да извршни одбор Комунистичке интернационале очисти огранак фракционаштва, а имао је подршку и делегата из Москве. Након што је предложено да цео Централни комитет хрватског огранка буде отпуштен, нови ЦК је изабран са Брозом као новим генералним секретаром. Броз је успео да организује нереде на конференцији Социјалдемократске партије и на многим другим местима 1. маја те године, након чега је био ухапшен. Након хапшења, био је затворен 14 дана, а потом пуштен, након чега се вратио претходним активностима.  Крајем јуна 1928. водио је противрежимске демонстрације поводом убиства вођа ХСС-а у Народној скупштини Краљевине СХС. Ухапшен је поново у августу те године, као потенцијални комунистички терориста, након претреса стана у коме су пронађени пиштољи без дозволе, ручне бомбе и муниција. Након овог хапшења био малтретиран и држан три месеца у притвору пре него што му се судило у новембру 1928. године за илегалне комунистичке активности када је од Суда за заштиту државе осуђен на 5 година робије, коју је издржавао у Лепоглави и Марибору. Ово суђење је остало познато под називом Бомбашки процес.

#### Затвор
Након пресуде, његова супруга и син су се вратили у Кумровец, где су на њих пазили мештани, али се Пелагија изненада и без објашњења вратила назад у Совјетски Савез. Тамо се заљубила у другог човека па је њен син са Јосипом Брозом, Жарко, одрастао по разним свратиштима. По доласку у Лепоглавски затвор, Броз је запослен на одржавању електричног система, а за свог помоћника је изабрао београдског Јеврејина, Мошу Пијаду, који је служио казну од 20 година због својих комунистичких активности. Њихов рад допуштао је Брозу и Моши Пијаде да се крећу кроз затвор, контактирају и организују друге комунистичке затворенике. Током заједничког времена у Лепоглави, Пијаде је постао Брозов идеолошки узор.
После две и по године у Лепоглави, Броз је оптужен за покушај бекства и пребачен у Мариборски затвор где је држан у самици неколико месеци. Након потпуног одслужења казне, пуштен је, само да би био изнова ухапшен изван затворских зидина и одведен у Огулин да одслужи четири месеца затвора које је избегао 1927. Коначно је пуштен из затвора 16. марта 1934, али чак и тада је морао да живи у Кумровцу и да се сваког дана јавља полицијској управи. Током година проведених у затвору, политичка ситуација у Европи се значајно променила са успоном Адолфа Хитлера у Немачкој и појаве десничарских партија у Француској и суседној Аустрији. Након пуштања из затвора, вратио се у Кумровец где је срдачно дочекан, али није остао дуго. Почетком маја, добио је наређење КПЈ да се врате својим револуционарним активностима, и да из Кумровца пређе у Загреб, где се поново придружио Централном комитету Комунистичке партије Хрватске.
Хрватски огранак КПЈ је био у потпуном расулу, а ситуација се веома погоршала бекством Извршног Комитета КПЈ у Беч одакле су усмераване даље активности. Током наредних шест месеци, Броз је путовао неколико пута на релацији Загреб-Љубљана-Беч користећи лажне пасоше. Овом приликом је користио и аустријски акценат, који је развио током рата, да би убедио царинике да је он у ствари аустријски планинар. Када је стигао у Беч, контактирао је генералног секретара КПЈ, Милана Горкића, који га је послао у Љубљану да организује тајну конференцију КПЈ у Словенији. Конференција је одржана у летњој палати римског католичког бискупа у Љубљани, чији је брат био комунистички симпатизер. На овој конференцији су се први пут сусрели Јосип Броз и Едвард Кардељ, млади словеначки комуниста који је недавно пуштен из затвора. Броз и Кардељ су касније постали добри пријатељи, а сам Тито је касније у Кардељу видео свог најпоузданијег заменика. Будући да га је тражила полиција, Јосип Броз је користио разне псеудониме, међу којима „Руди” и по први пут, када је писао чланке за страначке новине 1934. године користио је псеудоним „Тито” и касније га задржао. Касније се и сам осврнуо на то како је добио надимак.

#### Одлазак из Југославије
Током овог периода Тито је писао о дужностима заробљених комуниста и синдиката. У време када су активисти хрватских усташа и македонског ВМРО убили краља Александар у Марсељу 9. октобра 1934. Тито је боравио у Љубљани. Услед великих акција против организатора атентата које су уследиле, одлучено је да Тито треба да напусти Југославију. Он је отпутовао у Беч са фалсификованим чешким пасошем, где се придружио Горкићу и остатку Политбироа КПЈ. Одлучено је да је аустријска влада превише непријатељски настројена према комунизму, тако да је Политбиро отпутовао у Брно у Чехословачкој. На Божић 1934. је одржан тајни састанак Централног комитета КПЈ у Љубљани на коме је Тито изабран за члана Политбироа по први пут. Политбиро је затим одлучио да га пошаље у Москву да извештава о ситуацији у Југославији да би почетком фебруара 1935. године Тито стигао у Коминтерну. Када је стигао у Москву, одсео је у главном пребивалишту агената Коминтерне, хотелу Лукс, а убрзо након тога је ступио у контакт са Владимиром Ћопићем, водећим југословенским агентом у Коминтерни. Убрзо се упознао са главним личностима у организацији. Тито је додељен секретаријату Балканског дела, који је био одговоран за Југославију, Бугарску, Румунију и Грчку. У ово време је и Кардељ био такође у Москви, као и бугарски комунистички вођа Георги Димитров. Јосип Броз Тито је био један од 510 делегата на Седмом светском конгресу Коминтерне у јулу и августу 1935. где је на кратко, по први пут видео Јосифа Стаљина. После конгреса, обишао је Совјетски Савез, а затим се вратио у Москву да настави са радом. Ступио је у контакт са Пелагијом и Жарком, али се убрзо заљубио у Аустријанку (Немицу) која је радила у хотелу Лукс, Јохану Кениг, која је била позната у комунистичким редовима под именом Луција Бауер. Када је сазнала за ову везу, Пелагија се развела од Тита у априлу 1936. године, а Тито се венчао са Луцијом Бауер 13. октобра те године.
После Светског конгреса, Тито је радио на томе да промовише нови поглед Коминтерне на Југославију, а који се огледао у томе да Коминтерна више неће радити на разбијању земље, и да ће уместо тога бранити интегритет Југославије против нацизма и фашизма. Покушао је да убеди Коминтерну да би било боље да партијско руководство буде смештено унутар Југославије. На крају је пронађен компромис па је договорено да Тито и остали раде у земљи, а да Горкић и Политбиро наставе свој рад у иностранству. Горкић и Политбиро су се преселили у Париз, а Тито је почео да путује на релацији Москва—Париз—Загреб 1936. и 1937. године користећи лажне пасоше. Године 1936. умире му отац.
Убрзо након избијања Шпанског грађанског рата 1936. године, Тито се вратио у Москву. У то време, Стаљинова велика чистка је била у току, а страни комунисти попут Тита и његових југословенских сународника су били посебно рањиви. Упркос похвалном Титовом извештају о југословенском комунистичком ветерану Филипу Филиповићу, њега је ухапсила и убила совјетска тајна полиција, НКВД. Међутим, пре него што је Чистка заиста почела да нарушава редове југословенских комуниста у Москви, Тито је враћен у Југославију са новом мисијом, да регрутује добровољце за Интернационалне бригаде које су се бориле на страни Републиканаца у Шпанском грађанском рату. Са друге стране, појединци као што је хрватски историчар Иво Банац сматрају да је Коминтерна Тита вратила у Југославију због чишћења КПЈ. Иницијални покушај да пошаље 500 добровољаца бродом у Шпанију потпуно је пропао, а скоро сви комунистички добровољци су ухапшени и затворени. Тито је затим отпутовао у Париз, где је организовао пут добровољаца у Француску под покрићем да иду да би присуствовали Париској изложби. Када би једном доспели у Француску, они би једноставно прешли Пиринеје и ушли у Шпанију. Све у свему, он је послао 1.192 људи да се боре у рату, али је само њих 330 било из Југославије, а мање од половине овог броја су били комунисти, док су остали били социјалдемократе и антифашисти различитих убеђења. Од укупног броја, 671 је убијено у борбама, а рањено још 300. Тито лично никада није отишао у Шпанију, упркос неким каснијим тврдњама које су постојале. У периоду од маја до августа 1937, Тито је путовао неколико пута између Париза и Загреба организујући кретање добровољаца и стварање засебне Комунистичке партије Хрватске. Нова странка је отворена на конференцији у Самобору на периферији Загреба 1—2. августа 1937.

#### Генерални секретар КПЈ
У јуну 1937. Горкић је позван у Москву, где га је ухапсио НКВД, и након месеци испитивања он је убијен. Тито је тада добио поруку од Политбироа КПЈ да им се придружи у Паризу и у августу 1937. године постао је вршилац дужности генералног секретара КПЈ. Сам Тито је касније објаснио да је преживео чистке тако што је боравио ван Шпаније, где је НКВД био активан, као и тиме што је избегавао посете Совјетском Савезу што је више могао. Када је први пут именован за генералног секретара, избегавао је да путује у Москву говорећи да мора да се суочи са недисциплином која је завладала у КПЈ у Паризу. Тито је такође успео да развије нову, млађу генерацију у КПЈ која му је била одана, а њу су између осталог чинили Словенац Едвард Кардељ, Србин Александар Ранковић и Србин из Црне Горе, Милован Ђилас. У децембру 1937. године, Тито је организовао демонстрације у знак подршке француском министру спољних послова који је посетио Београд, изражавајући солидарност са Французима против нацистичке Немачке. Протестни марш је окупио око 30.000 људи, да би касније прерастао у протест против неутралне политике Стојадиновићеве владе у Југославији. На крају је полиција разбила протест. У марту 1938. Тито се вратио у Југославију из Париза. У међувремену је чуо гласине да су његови противници унутар КПЈ дојавили полицији где се он упутио па је због тога отпутовао у Београд а не у Загреб. Током боравка у Београду он је одсео код младог интелектуалца, Владимира Дедијера који је био пријатељ Милована Ђиласа. Стигавши у Југославију неколико дана уочи Аншлуса, он је саставио жалбу којом је осудио овај поступак, којом се КПЈ придружила и социјалдемократама и синдикатима. У јуну, Тито је писао Коминтерни како би требало да посети Москву. Два месеца је чекао у Паризу да му одобре совјетску визу, да би у Москву стигао 24. августа.
По доласку у Москву, Тито је увидео да су сви југословенски комунисти били означени као сумњиви. Скоро све најистакнутије вође КПЈ НКВД је ухапсио и погубио, укључујући више од двадесет чланова Централног комитета. И његовао бивша жена Пелагија и његова тадашња супруга Кениг/Бауер су ухапшене као „империјалистичких шпијуни”, иако су обе касније пуштене, Пелагија после 27 месеци затвора. Тито је стога морао да се побрине за негу сина Жарка, који је имао четрнаест година. Он га је сместио у интернат у околини Харкова, а затим у школу у Пензи, али је он побегао два пута да би на крају бригу о њему преузела мајка једног његовог пријатеља. Године 1941. Жарко се придружио Црвеној армији у борби против Немаца. Неки од Титових критичара тврде да то што је преживео чистку указује да је он морао да цинкари своје другове као троцкисте. Од њега су добијане информације о великом броју југословенских комуниста, али према сопственим изјавама и објављеним документима, он никада није осудио никога, и обично је говорио да их није познавао. Једном му је постављено питање о хрватском комунисти Хорватину, али је Тито написао двосмислен одговор, рекавши да не зна да ли је он троцкиста. Ипак, о Хорватину више није било никаквог гласа. Док је био у Москви, добио је задатак да помогне Ћопићу у преводу „историје Комунистичке партије Совјетског Савеза (бољшевика)” на српско-хрватски, али су дошли само до другог поглавља када је Ћопић ухапшен и погубљен. Тито је наставио да ради са неколико преживелих југословенских комуниста, али је један југословенски комуниста немачке националности пријавио нетачан превод једног пасуса тврдећи да то показује да је Тито био троцкиста. Међутим, други утицајни комунисти су гарантовали за њега, па је он ослобођен. Неколико фактора су утицали да Тито преживи Стаљинове чистке; радничко порекло, то што није био заинтересован за интелектуалне расправе о социјализму, атрактивна личност и капацитет да стекне утицајне пријатеље.
Док је Тито избегавао хапшења у Москви, Немачка је отворено притискала Чехословачку да препусти Судетску област. Као одговор на ову претњу, Тито је организовао југословенске добровољце који су хтели да подрже Чехословачку. Као резултат овога хиљаде добровољаца је дошло испред чехословачке амбасаде у Београду да понуди своје услуге. Међутим, Чехословачка је на крају била приморана да преда Судетску област на основу договора између великих сила. Овај споразум је познат под именом Минхенски споразум. Тито је био свестан реалности у Совјетском Савезу, касније наводећи да је био „сведок веома много неправде”, али је већ био уложио превише у своје комунистичке идеале и био превише лојалан Совјетском Савезу да би се повукао у овом тренутку. Тито постављање за генералног секретара КПЈ је формално ратификовала и Коминтерна 5. јануара 1939.

### Повратак у Југославију и Народноослободилачки рат
Дана 6. априла 1941. године, немачке снаге, заједно са мађарским и италијанским, отпочеле су инвазију на Југославију. Дана 10. априла 1941. године, Славко Кватерник је прогласио Независну Државу Хрватску, а Тито је на све ово одговорио формирањем Војног комитета при Централном комитету КПЈ. Нападнута са свих страна, Југословенска војска је брзо поражена. Дана 17. априла 1941. године, након што су краљ Петар II Карађорђевић и чланови владе напустили земљу, остали представници владе и војске састали су се са немачким званичницима у Београду и брзо постигли договор о престанку сваког оружаног отпора. Окупација Краљевине Југославије затекла га је у Загребу, одакле је у другој половини маја 1941. године отишао у Београд, да би усмеравао припреме за дизање устанка. Након овога 1. маја 1941. године, Тито је издао брошуру позивајући људе да се уједине у борби против окупације.
После напада Немачке на СССР, 22. јуна, Политбиро ЦК КПЈ је оценио да је наступио тренутак за почетак оружаног устанка против окупатора. Главни штаб Народноослободилачких и партизанских одреда Југославије (НОПОЈ) формиран је 27. јуна, а истог дана ЦК КПЈ поставио је Тита за врховног команданта свих војних снага за ослобођење земље. Недуго затим, 1. јула 1941. године, Коминтерна је послала прецизне инструкције са позивом на хитну акцију.
Упркос сукобу са ривалским монархистичким четничким покретом, Титови партизани су успели да ослободе одређене територије, као што је била „Ужичка република”. Тито је Београд напустио 16. септембра у пратњи Јаше Рајтера, попа Драгољуба Милутиновића, Даворјанке Пауновић и Веселинке Малинске и отишао на ослобођену територију у западној Србији, где су премештени и Главни штаб и ЦК КПЈ. Током овог периода, Тито је преговарао са вођом четника Дражом Михаиловићем 19. септембра и 27. октобра 1941. године. Тито се у Струганику 19. септембра срео са Драгољубом Михаиловићем да разговарају о савезу партизана и четника, али су преговори пропали због велике разлике у циљевима њихових покрета што је спречавало било какав стваран договор. Тито је заговарао широку заједничку офанзиву, док је Михаиловић сматрао да је устанак опасан и прерано почео и плашио се да ће покренути велике одмазде. Осим тога, Титов циљ је био да спречи четнички напад на партизане из позадине, пошто је био убеђен да Михаиловић игра двоструку игру, одржавајући везу са Немцима преко Недићеве владе. Са друге стране, Михаиловић је желео да спречи Тита да преузме вођство у покрету отпора, јер су Титови циљеви били супротни његовом циљу обнове Краљевине Југославије и оснивању Велике Србије у оквиру ње. Тито и Михаиловић су се поново срели 27. октобра у Брајићима близу Равне горе да још једном покушају да постигну споразум, али су се сложили само око секундарних питања.
На саветовању у Столицама, које је одржано 26. и 27. септембра донесене су директиве за даљи развој устанка под јединственим вођством Врховног штаба НОПОЈ и главних штабова по земљама и покрајинама Југославије.
Устанак у Србији је сломљен снажном немачко-италијанском офанзивом, током новембра 1941. године, након које су уследиле тешке репресалије, као и рат између партизана и четника. Отада, све до 1944. године, Србија и већи део Црне Горе су остали под контролом четника и припадника квислиншког режима Милана Недића.
Дана 21. децембра 1941. године, партизани су основали Прву пролетерску бригаду (под командом Коче Поповића), а 1. марта 1942, и Другу пролетерску бригаду.
У ослобођеним територијама, партизани су организовали народне одборе који су представљали цивилне власти. Новембра 1942. године у Бихаћу је формирано Антифашистичко веће народног ослобођења Југославије (АВНОЈ), а на његовом Другом заседању у Јајцу, 29. и 30. новембра 1943. донесене су политички најважније одлуке којима је: забрањен повратак краља Петра II Карађорђевића у Југославију, основан Национални комитет народног ослобођења (НКОЈ), који је био дефакто прва влада нове Југославије, зацртана будућност Југославије као државе састављене од федералних република, а Тито проглашен за маршала и избран за председника НКОЈ-а.
Народноослободилачка борба се пренела на подручје Босне и Херцеговине и Хрватске, где су се од 1942. до 1944. године водиле пресудне борбе које су одредиле будућност Југославије у следећим деценијама. Највеће битке догодиле су се у долинама реке Неретве (март 1943) и Сутјеске (мај 1943). Партизанске снаге су победнички изашле из обе битке, упркос бројним и јачим немачким и квислиншким снагама. Осим тога, велики обрачун је у том периоду уследио између партизана и четника, потпомогнутим разним војним постројењима (усташе, домобрани, недићевци, љотићевци, месни четници попут Ђуришићевих и Пећанчевих, балисти, разне локалне милиције). Пораз четника у бици на Неретви (марта 1943) избацио их је с историјске позорнице као могућу власт у будућој Југославији.
Са растућим могућношћу савезничке инвазије на Балкан, Силе осовине су почеле да улажу много више средстава за уништавање партизанских снага и њихове главне команде. То је уједно значило и велике немачке напоре да ухвате Јосипа Броза Тита лично. Дана 25. маја 1944. године, Тито је успео да избегне немачку операцију хватања, познату као Десант на Дрвар (операција Rösselsprung — Операција Коњићев скок). Операција је изведена на датум рођења у Титовим кривотвореним документима, те је у сећање на овај напад 25. мај касније озваничен као Титов рођендан у прославама Дана младости.

### Долазак на власт
Вештом политиком, Тито је увукао део представника грађанских странака у свој покрет, придобио поверење Британаца и Американаца (као и поштовање Совјетског Савеза) који су ускратили помоћ четницима и сломили отпор избегличке владе у Лондону, присиливши је на невољну „сарадњу” са Титовим покретом. Дана 12. септембра 1944. године, краљ Петар II је позвао све Југословене да приступе Титовим партизанима. Партизански покрет у Југославији је званично признат на Техеранској конференцији 1943. године.
После неуспелог немачког десанта на Дрвар, 25. маја 1944. године, Тито је отишао на острво Вис. Тамо је 17. јуна 1944. године потписан Вишки споразум у покушају да се споји Титова влада (АВНОЈ) са владом у избеглиштву краља Петра II.У августу 1944. године сусрео се у Напуљу са председником британске владе Винстоном Черчилом, где му је потврђено да ће на подручје Југославије уместо савезничких трупа ући Црвена армија. У септембру је био у Москви, где се сусрео са Јосифом Стаљином. Дана 28. септембра 1944. године Телеграфска агенција Совјетског Савеза (ТАСС) објавила је да је Тито потписао споразум са Совјетским Савезом омогућавајући „привремени улазак” совјетских трупа на југословенски простор који је омогућио да Црвена армија помогне у операцијама у североисточном областима Југославије.
Предвече 23. октобра 1944. је стигао у ослобођени Београд, одакле је наставио да руководи завршним операцијама за ослобођење Југославије. Са стратешком подршком Савезника, партизани су припремали општу офанзиву којом би пробили кроз линију немачког фронта (Сремски фронт) и тиме их присилили на повлачење изван југословенских граница. Након победе партизана, свим спољашњим силама наређено је да напусте југословенску територију.
У последњим данима Другог светског рата у Југославији, јединице партизана су биле одговорне за масовна стрељања квислиншких и окупаторских снага које су се повлачиле према Аустрији. Најпознатији случај је стрељање у Блајбургу. Међутим у то време, према неким ауторима, Јосип Броз Тито је у више наврата издао позив за предају колони у повлачењу, нудећи им амнестију. Врховном штабу словеначких партизанских јединица 14. маја је послао телеграм којим је забранио убијање ратних заробљеника.

### Председник владе

#### Прелазна влада ДФЈ
Јосип Броз Тито је био једини Врховни командант у Другом светском рату који је лично предводио своје борце. На основу тога, Тито је из рата изашао као признати државник, вођа у антифашистичком рату, заслужан за припајање Југославији Истре, Ријеке, као и проширење Словеније.
Дана 7. марта 1945. године, Тито је у Београду саставио привремену владу Демократске Федеративне Југославије (ДФЈ), а за име државе је привремено дозвољена употреба и „република” и „монархија” . Ову владу је водио Тито као привремени југословенски премијер, а у њу су укључени и представници из избегличке владе у Лондону, између осталог и Иван Шубашић. У складу са споразумом између лидера отпора и владе у егзилу, одржани су послератни избори да би се одредио облик владавине нове државе. У новембру 1945. године, Титов прорепубликански Народни фронт, на челу са КПЈ, је победио на изборима са великом већином, будући да су монархисти бојкотовали изборе, победа је била још драстичнија. Током овог периода, Тито уживао масовну подршку будући да га је народ видео као ослободиоца Југославије. Титова социјалистичка управа у непосредном послератном периоду је успела да уједини земљу која је била тешко погођена ултранационалистичким немирима и ратним разарањима, а успешно су сузбијена и националистичка осећања различитих народа у корист толеранције и заједничког југословенског циља. Након убедљиве изборне победе, Тито је потврђен као премијер и министар спољних послова ДФЈ. Земља је убрзо преименована у Федеративна Народна Република Југославија (ФНРЈ) (касније коначно преименована у Социјалистичка Федеративна Република Југославија, СФРЈ), а дана 29. новембра 1945. године југословенска уставотворна скупштина формално је сменила краља Петар II. Скупштина је убрзо након овога донела и нови устав.
Од југословенских партизана је после рата настала Југословенска народна армија (ЈНА) која је временом постала четврта војна сила у Европи. Формирана је и нова тајна полиција Управа државне безбедности (УДБ), која је настала из претходног, Одељења за заштиту народа (ОЗН). Југословенска тајна служба је у то време имала задатак да хвата и приводи на суђење велики број нацистичких сарадника; контроверзно, ово је укључивало велики број католичких свештеника због њихове сарадње са хрватским усташким покретом. Дража Михаиловић је ухваћен, проглашен кривим у Београдском процесу за сарадњу, велеиздају и ратне злочине, а након тога и стрељани у јулу 1946. године.
Премијер Јосип Броз Тито се састао са поглаваром католичке цркве у Југославији, Алојзијем Степинцом 4. јуна 1945. два дана након његовог пуштања из затвора. Њих двојица међутим, нису могли да се договоре о статусу католичке цркве у Југославији. Под вођством Степинаца, католичка црква је објавила писмо у којем је осудила наводне партизанске ратне злочине у септембру 1945. године. Након овога, Степинац је ухапшен наредне године. У октобру 1946. године, у својој првој посебној седници у задњих 75 година, Ватикан је избацио Тита и југословенску владу из Католичке цркве, због осуђивања Степинца на 16 година затвора на основу оптужби за помагање усташама и подршци присилном превођењу Срба у католицизам. Након овога Степинац је добио повлашћен третман у притвору, а казна је убрзо скраћена и сведена на кућни притвор.
У првим послератним годинама Тито је нашироко гледан као комунистички вођа веома лојалан Москви. Заиста, он је често сматран за другог вођу у Источном блоку, одмах иза Стаљина. Међутим у суштини, Стаљин и Тито су имали један веома нелагодан савез од самог почетка, у коме је Стаљин на Тита гледао као на вођу који је превише независтан у односу на СССР. У периоду непосредно након рата Титова Југославија је имала јаку посвећеност марксистичким идејама. Оштре репресивне мере против дисидената били уобичајене, укључујући и „хапшењима, испитивања, присилну колективизацију и сузбијање цркве и религије”.

#### Раскол Тито—Стаљин
За разлику од других нових комунистичких држава у источној и средњој Европи, Југославија се ослободила окупације уз ограничену помоћ Црвене армије. Водећа Титова улога у ослобађању Југославије је у великој мери ојачала његову позицију у КПЈ и међу југословенским народима, али је и изазвала да су Југославија и Тито имали више простора да следе своје интересе у односу на остале државе и лидере Источног блока. Иако је Тито био формално Стаљинов савезник после Другог светског рата, Совјети су успоставити шпијунску мрежу унутар КПЈ већ 1945. године.
Непосредно после Другог светског рата, дошло је до неколико оружаних инцидената између Југославије и западних савезника. Након рата, Југославија је припојила Истру, као и градове Задар и Ријеку. Југословенско руководство је тражио да се Југославији припоји и Трст. То је довело до неколико оружаних инцидената, посебно напада југословенских борбених авиона на америчке транспортне авиона. Од 1945. до 1948. године, најмање четири америчких авиона су оборена. Стаљин био против ове провокације, јер је осетио да је СССР неспреман да се суочи са Западом у отвореном рату тако брзо после губитака у Другом светском рату и у време када су САД имале нуклеарно наоружање, што није био случај са Совјетским Савезом. Поред тога, Тито је отворено подржавао комунистичку герилу у Грчком грађанском рату, док се Стаљин држао на дистанци од овог рата. Године 1948. мотивисан жељом да се створи јаку независну привреду, Тито је створио свој план привредног развоја независно од Москве, што је резултирало ескалацијом политичког сукоба са Стаљином и разменом писама у којима је Тито написао да „смо ми проучили и узели као пример совјетски систем, али смо га развили у другачијој форми”.
Совјетска одговор од 4. маја је опоменуо Тита и КПЈ због тога што не желе да признају и исправе своје грешке, и наставио да их оптужује да су превише поносни на своје успехе против Немаца, тврдећи да их је Црвена армија сачувала од потпуног уништења. Титов је у одговору од 17. маја предложио да се то питање решава на састанку Информбироа који је требало да буде одржан тог јуна. Међутим, Тито није присуствовао другом састанку, страхујући да ће Југославија бити отворено нападнута. Године 1949. криза ескалирала готово у оружан сукоб, будући да су мађарске и совјетске трупе почеле ад се гомилају на северним југословенским границама. Дана 28. јуна, остале земље чланице Источног блока су дипломатски напале Југославију, наводећи да је „националистички елемент успео у току последњих пет или шест месеци да достигне доминантан положај у руководству” КПЈ. У Москви су претпостављали да ће Тито брзо пропасти чим изгуби совјетску подршку; „Мрднућу малим прстом и Тита више неће бити” како је то Стаљин приметио. Југославија је избачена из међународне асоцијације социјалистичких држава, док су друге социјалистичке државе источне Европе потом очишћене од наводних „титоиста”. Стаљин је ствар схватио и лично па је наредио и неколико покушаја атентата на Тита, од којих ниједан није успео. У преписци између двојице вођа, Тито је отворено написао:
Престани да шаљеш људе да ме убију. Већ смо ухватили петорицу, једног од њих са бомбом а другог са пушком. (...) Ако не престанеш да шаљеш убице, ја ћу послати једног у Москву, и неће бити потребе да шаљем другог.— Јосип Броз Тито
Једна значајна последица напетости настале између Југославије и Совјетског Савеза била је Титова одлука да почне репресалије великих размера против било стварних било наводних противника његовом погледу на статус Југославије. Ова одмазда није била ограничена на познатим и наводним стаљинистима, већ је укључивала и чланове КП и сваког ко је износио било какве симпатије према Совјетском Савезу. Истакнути партизани, као што је био Владо Дапчевић, па чак и каснији обновитељ Демократске странке (ДС), Драгољуб Мићуновић, у то време млади комунист и присталица СССР, били су жртве овог периода који је трајао све до 1956. године и био је обележен значајним кршењем људских права. Десетине хиљада политичких противника је смештено у радне логоре попут оног на Голом отоку, а стотине њих је умрло.
Титов разлаз са СССР омогућио је да Југославија добије помоћ САД путем Организације за европску економску сарадњу (ОЕЕС), исте оне организације путем које су САД управљале спровођењем Маршаловог плана. Ипак, Тито се није у потпуности сложио да усклади своју политику са Западом, што је била уобичајена последица прихватања америчке помоћи у то време. После Стаљинове смрти 1953. године, односи са СССР отоплили па је Југославија почела да прима помоћ и од Савета за узајамну економску помоћ (СЕВ). На овај начин, Тито је играо и са Истоком и са Западом, и уместо да бира стране, он је на овај начин поставио темеље Покрета несврстаних, који је функционисао као „трећи пут” за земље које нису биле заинтересоване за Блоковску поделу.
Овај догађај је био значајан не само за Југославију и Тита, већ и за глобални развој социјализма, јер је то био први велики јаз између комунистичких држава. Са друге стране, Тито је постао први (и једини успешан) социјалистички вођа који се успешно супротставио Стаљину. Овај раскол са Совјетским Савезом донео је Тито велики међународни углед и признање.
Дана 26. јуна 1950. године, Народна скупштина подржала је закон који су написали Милован Ђилас и Тито о „самоуправљању”: тип кооперативног независног социјалистичког експеримента који је увео поделу профита и радничку демократију у државних предузећа која су затим постала директно друштвено власништво запослених. Дана 13. јануара 1953. године, прокламовано је да је закон о самоуправљању од сада основа читавог друштвеног поретка у Југославији. Тито је такође заменио Ивана Рибара на месту председника државе, 14. јануара 1953. После Стаљинове смрти Тито је одбио позив СССР за посету како би се разговарало о нормализацији односа између две земље. Никита Хрушчов и Николај Булгањин су након тога посетили Београд 1955. године и званично се извинили због недела Стаљинове администрације. Тито је посетио СССР 1956. године, што је указало свету да анимозитет између Југославије и Совјетског Савеза полако попушта.

#### Покрет несврстаних (1961)
Под вођством Тита, Југославија је постала један од оснивача Покрета несврстаних, покрета који је током Хладног рата представљао 55% становништва планете, већину влада на свету и скоро две трећине чланица Организације уједињених нација. Године 1961. Тито је био један од оснивача Покрета заједно са председником Египта Гамалом Абделом Насером, председником Владе Индије Џавахарлалом Нехруом, председником Индонезије Сукарном и председником Гане Квамеом Нкрумом. Ова иницијатива је позната и под именом „Иницијатива петорице” (Тито, Нехру, Насер, Сукарно и Нкрума), која је имала за циљ да се успоставе јаке везе између земаља трећег света. Овај потез је много допринео побољшању дипломатске позиције Југославије. Дана 1. септембра 1961. године, Јосип Броз Тито је постао први генерални секретар Покрета несврстаних, на оснивачкој конференцији у Београду.
Тито је био веома значајна личност за неутралну спољну политику током Хладног рата и успостављање блиских односа са земљама у развоју. Док су са друге стране, односи са САД и западном Европом генерално били срдачни. Југославија је имала доста либералну политику путовања која је дозвољава странцима да слободно путују кроз земљу као и њеним грађанима да путују широм света, што није био случај са већином социјалистичких земаља тог доба.

#### Међународне посете
Током своје политичке каријере, Јосип Броз Тито је упознао готово све виђеније личности из периода Хладног рата, као што су лидери СССР Јосиф Стаљин, Никита Хрушчов и Леонид Брежњев; Египата Гамал Абдел Насер, Индије Џавахарлал Нехру и Индира Ганди; Британске премијере Винстона Черчила, Ентони Идна, Џејмса Калахана и Маргарет Тачер; америчке председнике Двајта Д. Ајзенхауера, Џона Ф. Кенедија, Ричарда Никсона, Џералда Форда и Џимија Картера; као и многе друге политичким лидере, великодостојнике и шефове држава као што су Че Гевара, Фидел Кастро, Јасер Арафат, Вили Брант, Хелмут Шмит, Жорж Помпиду, Елизабета II, Хуа Гуефенг, Ким Ил Сунг, Сукарна, Шеик Муџибур Рахман, Сухарто, Иди Амин, Хаиле Селасије (који је уз Николаје Чаушеска био један од Титових најближих пријатеља), Кенет Каунда, Муамер ел Гадафи, Ерих Хонекер, Николаје Чаушеску, Јанош Кадар и Урхо Кеконен, и многе друге личности из области филма, науке, књижевности...
Године 1953. Тито је отпутовао у Уједињено Краљевство у државну посету, где се састао са премијером Винстоном Черчилом. Током ове посете је такође обишао Кембриџ и посетио Универзитетску библиотеку.
Тито је посетио и Индију у периоду од 22. децембра 1954. до 8. јануара 1955. године. По повратку из Индије су уклоњена многа ограничења црквама и другим верским институција која су била наметнута након завршетка Другог светског рата.

### Политика

#### Унутрашња политика
Дана 7. априла 1963, ФНРЈ је променила свој званични назив у Социјалистичка Федеративна Република Југославија (СФРЈ). Реформе су охрабриле приватне предузетнике и знатно смањиле ограничење религијског изражавања. У јесен 1960. Тито се састао са председником САД, Двајтом Д. Ајзенхауером на Генералној скупштини ОУН. Тито и Ајзенхауер су разговарали о низу питања од контроле наоружања до привредног развоја. Када је Ајзенхауер у шали закључио да је југословенски неутрализам „неутрално на његовој страни”, Тито је одговорио да неутрализам не значи пасивност, али значи „не заузимање страна”.
Тита је Савезна скупштина 1971. године поново изабрала за председника СФР Југославије, по шести пут. У свом говору пред Савезном скупштином изнео је 20 свеобухватних уставних амандмана који би требало да дају будући оквир уставу на којем ће се заснивати земља. Изменама је предвиђено увођење колективног председништва, 22-чланог тела састављеног од изабраних представника из шест република и две аутономне покрајине. Тело би имало једног предсједавајућег Председништва, а председавање Председништвом би се ротирало између шест република. Када Савезна скупштина не буде могла да се договори о закону, колективно председништво би имало моћ да влада декретом. Џемал Биједић је изабран за премијера. Нове измене су имале за циљ децентрализацију земље давањем веће аутономије републикама и покрајинама. Федерална влада би задржала управу само над спољним пословима, одбрани, унутрашњој безбедности, монетарној политици, слободној трговини у оквиру Југославије и развојним кредитима за сиромашније регионе. Контролу образовања, здравствене заштите и становања су према овим амандманима у потпуности вршиле владе република и аутономних покрајина.

#### Спољашња политика
Године 1966. потписан је споразум са Ватиканом који је гарантовао већу слободу Римокатоличкој цркви у Југославији. Споразум је такође смирио тензије, које су спречавале именовање нових бискупа у Југославији од 1945. Титов нови социјализам је наишао на отпор традиционалних комуниста, што је кулминирало сукобом са другим човеком Југославије, Александром Ранковићем и његовом сменом на Брионском пленуму из 1966. године. Тито је исте године изјавио да Југославија мора развијати либерални комунизам, уместо ортодоксног лењинизма.
Дана 1. јануара 1967. године, Југославија је била прва комунистичка земља која је отворила своје границе за све стране посетиоце и укинула визни режим. Исте године Тито је почео активније да се залаже за мирно решење арапско-израелског сукоба. Његов план је позвао Палестинце да признају државу Израел у замену за територије које је Израел освојио.
Године 1968, Тито је понудио чехословачком вођи Александру Дубчеку да дође у Праг у року од три сата ако је Дубчеку потребна помоћ у суочавању са Совјетима. У априлу 1969. године, Тито је сменио генерале ЈНА Ивана Гошњака и Радета Хамовића, након што је проценио да је ЈНА била неспремна да одговори на потенцијалну сличну инвазију на Југославију.
Дочекао је астронауте са Апола 11, мисије слетања на Месец, 18. октобра 1969. године. Том приликом је у Београду направљена приредба у њихову част, а Тито је делегацији са Нилом Армстронгом на челу, уз здравицу честитао поход на Месец.
Због своје неутралности, Југославија била често редак пример неке комунистичке земље која је имала добре дипломатске односе са анти-комунистичким властима. На пример, Југославија је била једина комунистичка земља која је имала своју амбасаду у Парагвају за време режима Алфреда Стреснера. Једини изузетак од политике неутралности Југославије према антикомунистичким земљама је Чиле за време Пиночеа; Југославија је била једна од многих земаља које су прекинуле дипломатске односе са Чилеом након свргавања Салвадора Аљендеа.
У очима Запада, највећа Титова снага је била то што је био у стању да сузбије националистичке побуне и одржи јединство у целој земљи. Ова способност је неколико пута стављена на пробу током његове каријере, нарочито током Хрватског прољећа (Масовни покрет — МАСПОК), када је влада успела да потисне јавне демонстрације и супротна мишљења у КПЈ. Упркос овом сузбијању, много захтева МАСПОК-а је касније унето у нови устав, који је Тито јако подржавао. Насупрот опозиције из српског огранка КПЈ. Дана 16. маја 1974. године, донет је нови устав, а остарели Тито је именован за доживотног председника, статус који је имао пет година.

### Негативни аспекти владавине
На челу веома ауторитативног режима, Тито је имао веома велику власт у Југославији, са сложеном бирократијом којом су гушена људска права. Главне жртве његовог ауторитета били су у првим годинама познатих и наводни стаљинисти, као што су Драгослав Михаиловић и Драгољуб Мићуновић, а у наредним годинама, чак и неки од најистакнутијих Титових сарадника су били ухапшени. Дана 19. новембра 1956. један од најближих Титових сарадника и човек који је сматран за могућег Титовог наследника, Милован Ђилас је ухапшен због критике Титовог режима. Ово је примењивано и над неким интелектуалцима, као што је Венко Марковски, који је ухапшен и послат у затвор у јануару 1956. године због писања песама које су протумачене као антирежимске.
Чак и након реформе из 1961. када је Титова власт постала либералнија од других комунистичких режима, КП је наставила да балансира између либерализма и ауторитаризма. Титова тајна полиција је била уређена по узору на совјетски КГБ, а њени чланови су били свеприсутни. Према Давиду Матесу, осим Совјетског Савеза, Југославија је имала више политичких затвореника него све остале земље источне Европе заједно. Према неким проценама, скоро половина политичких затвореника у Југославији били су Албанци због пропагирања свог етничког идентитета. Уопштено говорећи, иако је Југославија била потписница Међународне конвенције о грађанским и политичким правима, мало обзира је посвећивано некима од њених одредби.
Титова Југославија је била заснована на поштовању националности, иако је Тито у корену спречавао сваки вид буктања национализма који је претио да угрози југословенску федерацију.
Послератни развој Југославије под Титом је био огроман. Међутим, из економске перспективе, модел који је спроводио Тито ослањао се на дуг и није био изграђен на стабилним основама. Од 1970. дуг више није био преусмераван за финансирање инвестиција, већ за покриће текућих трошкова. Земља је запала у дубоку економску кризу, обележеном значајним растом незапослености и инфлацијом. Знак нестабилности југословенске привреде појавио се одмах након Титове смрти, када СФРЈ није могла да отплати масивни дуг који се накупио између 1961. и 1980. године. Између 1961. и 1980. године спољни дуг Југославије повећаван је неодрживим темпом од преко 17% годишње.
Декласирани документи америчке Централне обавештајне агенције (ЦИА) показују да је већ 1967. године је било јасно да је Титов економски модел остварио раст бруто националног производа на основу прекомерних и често несмотрених индустријских инвестиција што је довело до хроничног дефицита у платном билансу државе.

### Завршне године, смрт и сахрана
Након уставних промена 1974. године, Тито је почео да постепено смањује своју улогу у вођењу државе. Наставио да путује у дипломатске посете и прима стране делегације. Ишао је у Пекинг 1977. а заузврат, председник НР Кине Ху Гуефенг посетио је Југославију 1979. Током посете САД, 1978. године успостављене су строге мере безбедности у Вашингтону због протеста антикомунистичке хрватске, српске и албанске емиграције.
Током 1979. године Титово стање се драстично погоршало. Дана 7. јануара и поново 11. јануара 1980. године, Тито је примљен у Медицински центар у Љубљани, са циркулационим проблемима у ногама. Лева нога му је ампутирана убрзо након тога, због артеријских блокада.
Јосип Броз Тито је умро од гангрене у Медицинском центру у Љубљани 4. маја 1980. у 15:05, три дана пре његовог 88. рођендана. Следећег дана, 5. маја, Плавим возом је из Љубљане у Београд стигао ковчег са његовим посмртним остацима. Смештен је у алеју скупе Југославије, где су државни функционери и грађани у мимоходу одавали почаст југословенском шефу државе. Дана 7. маја, преко 200 страних делегација поклонило се ковчегу Јосипу Броза у савезном парламенту. Сахрањен је 8. маја, по сопственој жељи у Кући цвећа на Дедињу уз присуство 700.000 људи и 209 делегација из 128 земаља од укупно 154 држава чланица ОУН у то време. На основу броја присутних политичара и државних делегација, то је била највећа сахрана неког државника у историји. По званичним подацима, сахрани су присуствовало 4 краља, 6 принчева, 31 председник, 22 премијера и 47 министара спољних послова. Значајни државници који нису присуствовали сахрани су били председник САД Џими Картер, Први секретар Комунистичке партије Кубе Фидел Кастро, и председник Француске Валери Жискар д'Естен. Лаос је била једина комунистичка држава из које нису дошле ни званична ни незванична делегација.
Извештај „Њујорк тајмса” о сахрани Јосипа Броза Тита:
Тито је настојао да побољша живот. За разлику од других који су на власт дошли комунистичким таласом после Другог светског рата, Тито није дуго захтевао да његови људи пате ради далеке визије бољег живота. Након суморног почетног периода совјетског утицаја, Тито је кренуо ка радикалном побољшању живота у земљи. Југославија је постепено постала светла тачка усред општег сивила Источне Европе.— Њујорк тајмс, 5. мај 1980.
Неки од најистакнутијих лидера на сахрани били су:
| Име представника                                                             | Држава/Организација  | Функција представника |
| ---------------------------------------------------------------------------- | -------------------- | --- |
| Курт Валдхајм                                                                | Уједињене нације     | генерални секретар Организације Уједињених нација                                                                                                |
| Леонид Брежњев                                                               | Совјетски Савез      | Председник Президијума Врховног совјета СССР и генерални секретар ЦК КПСС                                                                        |
| Волтер Мондејл и Лилијан Картер                                              | САД                  | потпредседник САД и мајка председника Џимија Картера                                                                                             |
| Хуа Гуофенг и Чи Пенгфеј                                                     | Кина                 | Председник НР Кине и генерални секретар Државног савета НР Кине                                                                                  |
| Индира Ганди                                                                 | Индија               | Председница Владе Републике Индије |
| Тодор Живков                                                                 | Бугарска             | Председник Државног савета НР Бугарске и први секретар ЦК БКП                                                                                    |
| Јанош Кадар                                                                  | Мађарска             | Председник НР Мађарске |
| Густав Хусак                                                                 | Чехословачка         | Председник Чехословачке и Генерални секретар КП Чехословачке                                                                                     |
| Војћех Јарузелски и Едвард Гјерек                                            | Пољска               | Председник НР Пољске и Генерални секретар Пољске уједињене радничке партије                                                                      |
| Кенет Каунда                                                                 | Замбија              | Председник Замбије |
| Сандро Пертини и Франческо Косига                                            | Италија              | Председник и премијер Италије |
| Ким Ил Сунг                                                                  | Северна Кореја       | Председник ДНР Кореје и генерални секретар Радничке партије Кореје                                                                               |
| Маргарет Тачер, принц Филип, Фицрој Маклејн, Вилијам Дикин и Питер Карингтон | Уједињено Краљевство | премијер УК, супруг краљице Елизабете IIи чланови британске војне мисије који су боравили у Врховном штабу НОВ и ПОЈ за време Другог светског рата |
| Ерих Хонекер                                                                 | Источна Немачка      | Председник Државног Савета ДР Немачке и генерални секретар ЦК ЈСПН                                                                               |
| Хусеин од Јордана                                                            | Јордан               | Краљ Јордана |
| Садам Хусеин                                                                 | Ирак                 | председник Ирака |
| Николаје Чаушеску                                                            | Румунија             | Председник СР Румуније и генерални секретар КП Румуније                                                                                          |
| Хелмут Шмит, Карл Карстенс и Ханс Дитрих Геншер                              | Западна Немачка      | канцелар СР Немачке, председник СР Немачке и министар спољних послова                                                                            |
| Ахмед Секу Туре                                                              | Гвинеја              | Председник Гвинеје |
| Роберт Мугабе                                                                | Зимбабве             | Премијер Зимбабвеа |
| Олаф V                                                                       | Норвешка             | Краљ Норвешке |
| Урхо Кеконен                                                                 | Финска               | Председник Финске |
| Хафиз ел Асад                                                                | Сирија               | Председник Сиријске Арапске Републике |
| Бодуен I                                                                     | Белгија              | Краљ Белгије |
| Карл XVI Густаф                                                              | Шведска              | Краљ Шведске |
| Сулејман Демирел и Хајретин Еркман                                           | Турска               | Премијер Турске и министар спољних послова |
| Хосни Мубарак                                                                | Египат               | Потпредседник Арапске Републике Египат |
| Симона Веј                                                                   | Европски парламент   | Председница Европског парламента |
| Абдулах Оџелан                                                               | Турска               | Лидер Радничке партије Курдистана |
| Франсоа Митеран                                                              | Француска            | Први секретар Социјалистичке партије Француске                                                                                                   |
| Вили Брант                                                                   | Западна Немачка      | Председник Социјалдемократске партије Немачке и Социјалистичке интернационале                                                                    |
| Јасер Арафат                                                                 | Палестина            | Лидер ПЛО |

### Приватан живот
Јосип Броз Тито је био познат као љубимац жена. У брак је ступао неколико пута. Прва жена му је била Пелагија Белоусова са којом је у браку био од 1920. до 1936. Пелагија и Тито су се растали 1928. године, када је Тито отишао у затвор, а она се вратила у СССР. Званично су се развели 1936. године. Пелагија му је родила петоро деце, али је само њихов син Жарко Леон преживео. Друга је била Луција Бауер са којом се венчао у хотелу Лукс у Москви, октобра 1936. године, али су записи овог брака касније избрисани.  Његов следећи однос био је са Хертом Хас. Тито и Херта Хас никада нису били званично у браку, јер је Тито тада живео илегално и није се могао венчати. Они су везу отпочели 1939. године. Међутим, након Априлског рата, Тито је морао да оде у Београд и да остави Херту трудну. У мају 1941. године, она је родила њиховог сина, Александра Мишу Броза. Тито је задњи пут видео Херту 1946. године.
Фебруара 1941. Тито упознаје Даворјанку Пауновић у Загребу, где је пратио илегални радио-телеграфски курс, а који је она похађала. Након тога, Даворјанка је постала курир за везу између Покрајинског комитета КПЈ за Србију и Централног комитета КПЈ, који се налазио у Загребу. Убрзо потом, марта 1941. је прешла у Загреб, где је постала специјални курир Политбироа ЦК КПЈ и прешла у илегалност узевши илегално име — „Зденка Хорват”. У току Титовог боравка у Београду, од почетка маја до половине септембра 1941. године, развила се љубав између њега и Даворјанке. У току читавог Народноослободилачког рата, Даворјанка је била уз Тита и Врховни штаб НОВ и ПОЈ — прошла је ратни пут од Ужица, преко боравка у Рашкој и Фочи, похода у Босанску крајину, битака на Неретви и Сутјесци, десанта на Дрвар до доласка на Вис. Након ослобођења Југославије, Даворјанка је постала лична секретарица маршала Југославије и становала је у најпре у резиденцији у Румунској 15, а потом у Белом двору, где је преузела и улогу домаћице. Почетком 1946. године, добила је запаљење десне плућне марамице и поново оболела од туберкулозе, од које је већ била лечена током 1944. године у СССР. Поново је послата на лечење, прво у Београд, а онда је била упућена у санаторијум у Голнику, код Крања, где је умрла 1. маја 1946. године. По личној жељи, сахрањена је у кругу Дворског комплекса на Дедињу, у близини Белог двора.
Његова најпознатија жена је била Јованка Будисављевић. Како је тачно млада партизанка из Лике постала жена југословенског комунистичког вође није сасвим јасно. Према најприхваћенијој верзији, одмах након завршетка Другог светског рата, министар унутрашњих послова Александар Ранковић је затражио од својих републичких подсекретара да му пошаљу групу проверених девојака за рад у Маршаловом кабинету. Од око 50 кандидаткиња, Ранковић је наводно одабрао пет девојака и лично их представио Титу коме се допала партизанка Јованка Будисављевић, стара 24 године. Ову верзију је потврдио генерал Ђоко Јованић, који је био на челу југословенске Контраобавештајне службе (КОС ЈНА), према којој је управо он одговорио на Ранковићев захтев и предложио Јованку за Титову сарадницу. Друга верзија тврди да је Јованку одабрао Иван Стево Крајачић, тадашњи повереник НКВД-а за Југославију.
Тито је имао скоро 59. година, а Јованка 27. када су се коначно венчали у априлу 1952. године, са шефом државне безбедности Александром Ранковићем, као кумом. Пошто је Јованка била једина Титова жена док је био на власти, она је такође отишла у историју као прва дама Југославије. Међутим, њихов однос није био идиличан. Поједини незванични извјештаји говоре да су се Тито и Јованка чак и формално развели крајем 1970-их, мало пре његове смрти. Међутим, током Титове сахране, Јованка је била присутна као његова званична супруга. Тито и Јованка нису имали деце.
Титов најпознатији унук, Јошка Броз, био је вођа Комунистичке партије.
Као председник, Тито је имао приступ великој (државној) имовини. У Београду је боравио у званичној резиденцији, у Ужичкој 15. А користио је и Бели двор. Брионска острва су представљала летњу државну резиденцију од 1949. године. Павиљон је дизајнирао Јоже Плечник, а он укључује и зоолошки врт. Близу 100 страних шефова држава је боравило у овој резиденцији, заједно са филмским звездама као што су Елизабет Тејлор, Ричард Бартон, Софија Лорен, Ђина Лолобриђида и многи други.
Друга значајна резиденција је била на језеру Блед, док су шуме Карађорђева биле поприште „дипломатског лова”. До 1974. године југословенски председник је имао на располагању 32 званичне резиденције, веће или мање. Међутим, сва ова имовина није била у његовом, већ у државном власништву и многе од ових резиденција и даље користе државе настале распадом бивше Југославије.
У младости је Тито похађао католичку недељну школу. Међутим, након инцидента у коме га је свештеник ошамарио и викао на њега зато што се спетљао када му је помагао да скине одору, Тито није више ушао у цркву. Као одрасла особа, често се изјашњавао као атеиста.

## Порекло надимка Тито
Сам Броз није навео неки експлицитни разлог за избор имена „Тито”, осим што је то био чест надимак за мушкарце из области где је одрастао. У оквиру Коминтерне, његов надимак је био „Валтер”.
Владимир Дедијер наводи узрок имена „Тито”, како је Броз сам објаснио:
Први пут сам усвојио име „Руди”, али је један други друг имао исто име па сам тако био приморан да га променим, усвајањем имена Тито. Ретко сам користио име Тито у почетку; То сам почео тек 1934. године када сам почео да потписујем чланке тим именом. Зашто сам се одлучио за име „Тито” и да ли има неки посебан значај? Узео сам га пошто се нисам сетио ничег другог, то ми је пало на памет у том тренутку. Осим тога, овај назив је веома чест у мом родном крају. Најпознатији загорски писац с краја 18. века се звао Титуш Брезовачки. Такође, један од најтипичнијих хрватских књижевника друге половине 19. и почетка 20. века, Ксавер Шандор Ђалски је често зван Тито.

## Наслеђе
У хрватском приморском граду Опатији главна улица носи име маршала Тита, као и улице у бројним градовима у Србији, углавном на северу земље. Једна од главних улица у центру Сарајева се зове Титова улица, а Титова статуа у парку испред универзитетског кампуса у Сарајеву је место где Сарајлије дан данас одају почаст Титу. Велики споменик Јосипа Броза Тита, висок 33 м, се налази се на Титовом тргу у Велењу. Један од главних мостова у другом по величини словеначком граду Марибору носи назив „Титов мост”. Централни трг у Копру, највећем приморском граду Словеније, такође носи Титово име. Такође, један астероид, кога је открио српски научник Милорад Б. Протић 1937. године носи име „1550 Тито”. По њему је названа и једна војна капа, Титовка.
Сваке године се организује штафета „Братство и јединство” у Црној Гори, Северној Македонији и Србији која на крају завршава у „Кући цвећа” у Београду 25. маја — на Титовом гробу. Истовремено, тркачи у Словенији, Хрватској и Босни и Херцеговини крећу у Кумровец.
Орсон Велс је једном за Тита рекао да је „највећи човек у данашњем свету.” а Двајт Ајзенхауер је рекао: „Маршал Тито је највећи херој Другог светског рата”.

## Одликовања
Најзначајнија домаћа одликовања:
| Тип ордена | Име ордена                                   | Држава          | Опис |
| ---------- | -------------------------------------------- | --------------- | --- |
|            | Орден народног хероја                        | ДФ Југославија  | Додељен 19. новембра 1944. године, одлуком Председништва АВНОЈ-а, а на предлог АСНО Србије. Први по реду. |
|            | Орден народног ослобођења                    | ДФ Југославија  | Додељен 1945. године, одлуком Председништва АВНОЈ-а                                                       |
|            | Орден партизанске звезде са златним венцем   | ДФ Југославија  | Додељен 1945. године, одлуком Председништва АВНОЈ-а                                                       |
|            | Орден заслуга за народ са златном звездом    | ДФ Југославија  | Додељен 1945. године, одлуком Председништва АВНОЈ-а                                                       |
|            | Орден братства и јединства са златним венцем | ДФ Југославија  | Додељен 1945. године, одлуком Председништва АВНОЈ-а                                                       |
|            | Орден за храброст                            | ДФ Југославија  | Додељен 1945. године, одлуком Председништва АВНОЈ-а                                                       |
|            | Орден слободе                                | ФНР Југославија | Додељен 1947. године, одлуком Президијума Народне скупштине ФНРЈ                                          |
|            | Орден јунака социјалистичког рада            | ФНР Југославија | Додељен 1950. година, одлуком Президијума Народне скупштине ФНРЈ                                          |
|            | Орден југословенске велике звезде            | ФНР Југославија | Додељен 1954. година, на основу Закона о одликовањима ФНРЈ                                                |
|            | Орден ратне заставе                          | ФНР Југославија | Додељен 1954. година, на основу Закона о одликовањима ФНРЈ                                                |
|            | Орден југословенске заставе са лентом        | ФНР Југославија | Додељен 1954. година, на основу Закона о одликовањима ФНРЈ                                                |
|            | Орден народне армије с ловоровим венцем      | ФНР Југославија | Додељен 1954. година, на основу Закона о одликовањима ФНРЈ                                                |
|            | Орден за војне заслуге с великом звездом     | ФНР Југославија | Додељен 1954. година, на основу Закона о одликовањима ФНРЈ                                                |
|            | Орден Републике са златним венцем            | ФНР Југославија | Додељен 1960. година, на основу Закона о одликовањима ФНРЈ                                                |
|            | Орден народног хероја                        | СФР Југославија | Додељен 15. маја 1972. године, одлуком Народне скупштине СФРЈ. Други по реду.                             |
|            | Орден народног хероја                        | СФР Југославија | Додељен 16. маја 1977. године, одлуком Народне скупштине СФРЈ. Трећи по реду.                             |

Најзначајнија страна одликовања:
| Тип ордена | Име ордена                               | Држава          | Опис |
| ---------- | ---------------------------------------- | --------------- | --- |
|            | Орден јужног крста                       | Бразил          | Највише одликовање Бразила. Додељено 19. септембра 1963. у Бразилији. |
|            | Орден Леополда                           | Белгија         | Једно од три белгијских националних почасти витешког реда. Највише одликовање Белгије. Додељено 6. октобра 1970. у Бриселу. |
|            | Орден белог лава                         | Чехословачка    | Највише одликовање Чехословачке. Тито је овим орденом одликован два пута, 22. марта 1946. и 26. септембра 1964. у Прагу и на Брионима. |
|            | Орден слона                              | Данска          | Највише одликовање Данске. Одликован у Копенхагену 29. октобра. 1974. |
|            | Национални орден Легије части            | Француска       | Највише одликовање Француске, награђен „за изузетне доприносе у борби за мир”. |
|            | Национални орден за заслуге              | Француска       | Одликовање доделио председник Француске у Београду 6. децембра 1976. |
|            | Велики крст Ордена за заслуге СР Немачке | Западна Немачка | Највећа могућа класа једног државног ордена Западној Немачке (и модерне Немачке). Додељено у Бону 24. јуна 1974. |
|            | Орден Спаситеља                          | Грчка           | Највиши краљевски орден Грчке. Додељен у Атини 2. јуна 1954. |
|            | Орден за заслуге Републике Италије       | Италија         | Највише одликовање Италије, Додељено у Београду 2. октобра 1969. |
|            | Врховни орден Хризантеме                 | Јапан           | Највише одликовање које се у Јапану додељује живим особама. Додељен у Токију 8. априла 1968. |
|            | Орден Астечког орла                      | Мексико         | Највише одликовање које се у Мексику додељује странцима. Додељено у Београду 30. марта 1963. |
|            | Орден холандског лава                    | Холандија       | Орден Холандије који је установио први краљ Холандије, Вилијем I. Додељено у Амстердаму 20. октобра 1970. |
|            | Орден Светог Олафа                       | Норвешка        | Највиши норвешки ред витештва. Додељен у Ослу 13. маја 1965. |
|            | Орден Virtuti Militari                   | Пољска          | Највиши војни орден Пољске. Додељен за исказану храброст против непријатеља у Варшави 16. марта 1946. |
|            | Орден Лењина                             | Совјетски Савез | Највише одликовање у Совјетском Савезу. Додељено у Москви 5. јуна 1972. |
|            | Орден победе                             | Совјетски Савез | Једно од најређе додељиваних одликовања на свету, а добијали су га само генерали и маршали за „вођење ратних операција на једном или више фронтова које су успешним окончањем донеле радикалну промену ситуације у корист Црвене армије”. Током своје историје био је додељен 20 пута (од чега само 5 пута странцима). Додељен у Београду 9. септембара 1945. |
|            | Краљевски орден Серафима                 | Шведска         | Додељено 29. фебруара 1959. у Стокхолму |
|            | Звезда народног пријатељства             | Источна Немачка | Додељено 1965. године за „разумевање и пријатељство мећу народима” |
|            | Орден Нила са златном крагном            | Египат          | Највише одликовање Египта. Додељено 28. децембра 1955. |
|            | Орден румунске звезде                    | Румунија        | Друго највише одликовање Румуније |
|            | Орден Георги Димитров                    | Бугарска        | Највише одликовање Народне Републике Бугарске |
|            | Орден Карл Маркс                         | Источна Немачка | Највише одликовање Источне Немачке. Додељено 1974. године |
|            | Орден Октобарске револуције              | Совјетски Савез | По рангу је други совјетски орден, иза Ордена Лењина. |
|            | Орден Суворова                           | Совјетски Савез | Орден Суворова је био високо совјетско одликовање уведено током Великог отаџбинског рата |

#### Породично стабло Јосипа Броза
| \| \| \| \| \| \| \| \| \| \| \| 8. Мартин Броз (1786—?) \| \| \| \| \| \| \| \| \| \| \| \| \| \| \| \| \| \| \| \| \| \| \| \| \| \| \| \| \| \| \| \| \| \| \| \| \| \| \| \| \| \| \| \| \| \| \| \| \| \| \| 4. Мартин Броз (1829—1874) \| \| \| \| \| \| \| \| \| \| \| \| \| \| \| \| \| \| \| \| \| \| \| \| \| \| \| \| \| \| \| \| \| \| \| \| \| \| \| \| \| \| \| \| \| \| \| \| \| \| \| \| \| \| \| \| \| \| \| \| 9. Ана Броз (1791—?), рођена Медведец \| \| \| \| \| \| \| \| \| \| \| \| \| \| \| \| \| \| \| \| \| \| \| \| \| \| \| \| \| \| \| \| \| \| \| \| \| \| \| \| \| \| \| \| \| \| \| \| \| \| \| \| \| \| \| \| \| \| \| \| 2. Фрањо Броз (1860—1936) \| \| \| \| \| \| \| \| \| \| \| \| \| \| \| \| \| \| \| \| \| \| \| \| \| \| \| \| \| \| \| \| \| \| \| \| \| \| \| \| \| \| \| \| \| \| \| \| \| \| \| \| \| \| \| \| \| \| \| \| 10. Андреас Блажичко (1789—1869) \| \| \| \| \| \| \| \| \| \| \| \| \| \| \| \| \| \| \| \| \| \| \| \| \| \| \| \| \| \| \| \| \| \| \| \| \| \| \| \| \| \| \| \| \| \| \| \| \| \| \| \| \| \| \| \| \| \| \| \| 5. Јана Броз (1836—1904), рођена Блажичко \| \| \| \| \| \| \| \| \| \| \| \| \| \| \| \| \| \| \| \| \| \| \| \| \| \| \| \| \| \| \| \| \| \| \| \| \| \| \| \| \| \| \| \| \| \| \| \| \| \| \| \| \| \| \| \| \| \| \| \| 11. Тереза Блажичко (1795—?), рођена Посавец \| \| \| \| \| \| \| \| \| \| \| \| \| \| \| \| \| \| \| \| \| \| \| \| \| \| \| \| \| \| \| \| \| \| \| \| \| \| \| \| \| \| \| \| \| \| \| \| \| \| \| \| \| \| \| \| \| \| \| \| 1. Јосип Броз Тито (1892—1980) \| \| \| \| \| \| \| \| \| \| \| \| \| \| \| \| \| \| \| \| \| \| \| \| \| \| \| \| \| \| \| \| \| \| \| \| \| \| \| \| \| \| \| \| \| \| \| \| \| \| \| \| \| \| \| \| \| \| \| \| 12. Михаел Јавершек (1804—1886) \| \| \| \| \| \| \| \| \| \| \| \| \| \| \| \| \| \| \| \| \| \| \| \| \| \| \| \| \| \| \| \| \| \| \| \| \| \| \| \| \| \| \| \| \| \| \| \| \| \| \| \| \| \| \| \| \| \| \| \| 6. Мартин Јавершек (1839—1915) \| \| \| \| \| \| \| \| \| \| \| \| \| \| \| \| \| \| \| \| \| \| \| \| \| \| \| \| \| \| \| \| \| \| \| \| \| \| \| \| \| \| \| \| \| \| \| \| \| \| \| \| \| \| \| \| \| \| \| \| 13. Марија Јавершек (1806—1862), рођена Габрон \| \| \| \| \| \| \| \| \| \| \| \| \| \| \| \| \| \| \| \| \| \| \| \| \| \| \| \| \| \| \| \| \| \| \| \| \| \| \| \| \| \| \| \| \| \| \| \| \| \| \| \| \| \| \| \| \| \| \| \| 3. Марија Броз (1864—1918), рођена Јавершек \| \| \| \| \| \| \| \| \| \| \| \| \| \| \| \| \| \| \| \| \| \| \| \| \| \| \| \| \| \| \| \| \| \| \| \| \| \| \| \| \| \| \| \| \| \| \| \| \| \| \| \| \| \| \| \| \| \| \| \| 14. Јозеф Пострежин (1803—1868) \| \| \| \| \| \| \| \| \| \| \| \| \| \| \| \| \| \| \| \| \| \| \| \| \| \| \| \| \| \| \| \| \| \| \| \| \| \| \| \| \| \| \| \| \| \| \| \| \| \| \| \| \| \| \| \| \| \| \| \| 7. Марија Јавершек (1839—1906), рођена Пострежин \| \| \| \| \| \| \| \| \| \| \| \| \| \| \| \| \| \| \| \| \| \| \| \| \| \| \| \| \| \| \| \| \| \| \| \| \| \| \| \| \| \| \| \| \| \| \| \| \| \| \| \| \| \| \| \| \| \| \| \| 15. Барбара Пострежин (1805—1859), рођена Рожанц \| \| \| \| \| \| \| \| \| \| \| \| \| \| \| \| \| \| \| \| \| \| \| \| \| \| \| \| \| \| \| \| \| \| \| \| \| \| \| \| \| \| \| |                                                  |  |  |  |  |  |  |  |  |                         |  |  |  |
| |                                                  |  |  |  |  |  |  |  |  | 8. Мартин Броз (1786—?) |  |  |  |
| |                                                  |  |  |  |  |  |  |  |  |                         |  |  |  |
| |                                                  |  |  |  |  |  |  |  |  |                         |  |  |  |
| |                                                  |  |  |  |  |  |  |  |  |                         |  |  |  |
| | 4. Мартин Броз (1829—1874)                       |  |  |  |  |  |  |  |  |                         |  |  |  |
| |                                                  |  |  |  |  |  |  |  |  |                         |  |  |  |
| |                                                  |  |  |  |  |  |  |  |  |                         |  |  |  |
| |                                                  |  |  |  |  |  |  |  |  |                         |  |  |  |
| | 9. Ана Броз (1791—?), рођена Медведец            |  |  |  |  |  |  |  |  |                         |  |  |  |
| |                                                  |  |  |  |  |  |  |  |  |                         |  |  |  |
| |                                                  |  |  |  |  |  |  |  |  |                         |  |  |  |
| |                                                  |  |  |  |  |  |  |  |  |                         |  |  |  |
| | 2. Фрањо Броз (1860—1936)                        |  |  |  |  |  |  |  |  |                         |  |  |  |
| |                                                  |  |  |  |  |  |  |  |  |                         |  |  |  |
| |                                                  |  |  |  |  |  |  |  |  |                         |  |  |  |
| |                                                  |  |  |  |  |  |  |  |  |                         |  |  |  |
| | 10. Андреас Блажичко (1789—1869)                 |  |  |  |  |  |  |  |  |                         |  |  |  |
| |                                                  |  |  |  |  |  |  |  |  |                         |  |  |  |
| |                                                  |  |  |  |  |  |  |  |  |                         |  |  |  |
| |                                                  |  |  |  |  |  |  |  |  |                         |  |  |  |
| | 5. Јана Броз (1836—1904), рођена Блажичко        |  |  |  |  |  |  |  |  |                         |  |  |  |
| |                                                  |  |  |  |  |  |  |  |  |                         |  |  |  |
| |                                                  |  |  |  |  |  |  |  |  |                         |  |  |  |
| |                                                  |  |  |  |  |  |  |  |  |                         |  |  |  |
| | 11. Тереза Блажичко (1795—?), рођена Посавец     |  |  |  |  |  |  |  |  |                         |  |  |  |
| |                                                  |  |  |  |  |  |  |  |  |                         |  |  |  |
| |                                                  |  |  |  |  |  |  |  |  |                         |  |  |  |
| |                                                  |  |  |  |  |  |  |  |  |                         |  |  |  |
| | 1. Јосип Броз Тито (1892—1980)                   |  |  |  |  |  |  |  |  |                         |  |  |  |
| |                                                  |  |  |  |  |  |  |  |  |                         |  |  |  |
| |                                                  |  |  |  |  |  |  |  |  |                         |  |  |  |
| |                                                  |  |  |  |  |  |  |  |  |                         |  |  |  |
| | 12. Михаел Јавершек (1804—1886)                  |  |  |  |  |  |  |  |  |                         |  |  |  |
| |                                                  |  |  |  |  |  |  |  |  |                         |  |  |  |
| |                                                  |  |  |  |  |  |  |  |  |                         |  |  |  |
| |                                                  |  |  |  |  |  |  |  |  |                         |  |  |  |
| | 6. Мартин Јавершек (1839—1915)                   |  |  |  |  |  |  |  |  |                         |  |  |  |
| |                                                  |  |  |  |  |  |  |  |  |                         |  |  |  |
| |                                                  |  |  |  |  |  |  |  |  |                         |  |  |  |
| |                                                  |  |  |  |  |  |  |  |  |                         |  |  |  |
| | 13. Марија Јавершек (1806—1862), рођена Габрон   |  |  |  |  |  |  |  |  |                         |  |  |  |
| |                                                  |  |  |  |  |  |  |  |  |                         |  |  |  |
| |                                                  |  |  |  |  |  |  |  |  |                         |  |  |  |
| |                                                  |  |  |  |  |  |  |  |  |                         |  |  |  |
| | 3. Марија Броз (1864—1918), рођена Јавершек      |  |  |  |  |  |  |  |  |                         |  |  |  |
| |                                                  |  |  |  |  |  |  |  |  |                         |  |  |  |
| |                                                  |  |  |  |  |  |  |  |  |                         |  |  |  |
| |                                                  |  |  |  |  |  |  |  |  |                         |  |  |  |
| | 14. Јозеф Пострежин (1803—1868)                  |  |  |  |  |  |  |  |  |                         |  |  |  |
| |                                                  |  |  |  |  |  |  |  |  |                         |  |  |  |
| |                                                  |  |  |  |  |  |  |  |  |                         |  |  |  |
| |                                                  |  |  |  |  |  |  |  |  |                         |  |  |  |
| | 7. Марија Јавершек (1839—1906), рођена Пострежин |  |  |  |  |  |  |  |  |                         |  |  |  |
| |                                                  |  |  |  |  |  |  |  |  |                         |  |  |  |
| |                                                  |  |  |  |  |  |  |  |  |                         |  |  |  |
| |                                                  |  |  |  |  |  |  |  |  |                         |  |  |  |
| | 15. Барбара Пострежин (1805—1859), рођена Рожанц |  |  |  |  |  |  |  |  |                         |  |  |  |
| |                                                  |  |  |  |  |  |  |  |  |                         |  |  |  |
| |                                                  |  |  |  |  |  |  |  |  |                         |  |  |  |

## Галерија
- Маршал Јосип Броз Тито
- Маршал Јосип Броз Тито, педесетих година
- Званични портрет Дирекције за информисање ФНРЈ, 1950.
- Избор за Председника, 1953.
- У посети Борису Кидричу у болници, 1953.
- Посета Охриду, 1957.
- У Дому синдиката, 1957.
- Сутјеска, смотра преживелих бораца, са Кочом Поповићем, 1958.
- Тито 1958
- У кабинету, 1959.
- У посети Суботици, 1960.
- Посета цркви Лазарици, Крушевац, 1961.
- Предах на Јастребцу, 1961.
- На Црном врху, 1961.
- По повратку из Москве, 1962.
- Испред СИВ-а, 1962.
- На броду Галеб, са посадом, 1962.
- Прослава 20. годишњице ЈРМ, 1962.
- На броду Галеб
- На повратку 1963. из САД, добродошлица омиљеног вучјака
- Тито радно
- Са супругом Јованком, новогодишњи плес
- Сећање на пећину у Дрвару, 1966.
- У Магнохрому, у Краљеву
- Долазак у Скупштину Југославије
- Испред макете и плана Новог Београда, 1967.
- Тито у Политици, 5. фебруара 1969.
- У Јајцу, 1969.
- У Скупштини Југославије после добијања другог Ордена народног хероја, 1972.
- Тито у радионици у Гоши, на машинама на којима је радио
- Тито и гардисти
- Тито и Јованка Броз након избора за доживотног председника СФРЈ, 1974.
- Са отварања моста 25. мај 1974.
- Првомајска парада
- Тито у Народној библиотеци, 1975.
- Са отварања пруге Београд-Бар, 1976.
- Јесен 1977.
- Трећи Орден народног хероја
- Предах у Народној скупштини
- Размишљање
- На Ђердапу, 1977.
- Са пионирком
- Тито на 11. Конгресу СКЈ, 1978.
- Тито, 1978.
- Игало, 1978.
- На повратку из Хаване, 1979
- Дочек Тита у Пироту 1965. године

## Занимљивости
- Мирослав Младеновић је уз Тита провео 35 година, од 1945. до 1980. године као обезбеђење у Гардијској бригади и као фотограф. О том периоду је написао више књига.[182]
- Иво Етеровић је био фотограф Јосипа Броза Тита и његове супруге Јованке, објавио је о томе фотомоногафију „Њихови дани” (1977).
- Стеван Крагујевић као први фоторепортер у Дирекцији за информисање при Председништву СФРЈ, пратио је Тита на путовањима у земљи и сматрали га за његовог личног фотографа, што он није био.
- Перо Симић, новинар и публициста, објавио је више књига о Јосипу Брозу Титу.
- Милован Мића Стојановић, био је Титов кувар од 1956. до 1980. и написао књигу „Како сам скувао историју”[183]
- Миломир Павловић Паја, од 1975. баштован Титовог врта, написао је књигу „Приче Титовог баштована”.[184]
- На њега је покушано више атентата.[185]
- Предложен је 1973. године за Нобелову награду за мир.[186]
- Иако није јавно рекао за који је клуб навијао, по речима Стјепана Бобека и унука Јошке, навијао је за Партизан.[187][188] Постоје и наводи да је навијао за Хајдук из Сплита.[189]
- Био је висок око 1,68 m.[190]
- У једном тренутку током 1913. године су он, Стаљин, Лењин, Троцки, Фројд, Хитлер и Франц Фердинанд живели истовремено у Бечу.[191]
- Никада није био у службеној посети у некој држави у Океанији.
- Током велике већине његове владавине Југославија и Шпанија нису имале амбасадоре једни код других. Неколико година после смрти Франсиска Франка су 1977. они постављени на обе стране.
- Од 5 супруга које је током живота имао, децу је имао само са прве две: Пелагијом Белоусовом и Хертом Хас.
- Херта Хас је живела 30, а Јованка Броз 33 година после његове смрти. Обе су живеле и преминуле у Београду.
- Према доктору Миломиру Станковићу, члану конзилијума који је лечио Тита током његових последњих дана, Титове последње речи су биле "Шта све ово треба да значи?!". Станковић не зна да ли су се оне односиле на коментаре о неким Титовим донетим одлукама, или на лекаре који су му рекли да ће терапија над њим успети. Тито је то изговорио пре средине фебруара 1980, јер касније није могао да говори, а и био је у вештачкој коми до краја живота.[192]
- Он и Иван Шубашић, поред тога што су договорили споразуме о прелазној влади Југославије, рођени су истог дана и године, 7. маја 1892.